# Linha Asakusa
A Linha Toei Asakusa (都営地下鉄浅草線 Toei Chikatetsu Asakusa-sen) é uma linha do Metrô de Tóquio, no Japão, operada pela Agência de Transportes da Metrópole de Tóquio (Toei). Ela conecta as estações de Nishi-Magome e de Oshiage. Com uma extensão de 18,4 km, ela atravessa Tóquio, do sul para o nordeste, passando pelos distritos de Ota, Shinagawa, Minato, Chuo, e Taito e Sumida. É também conhecida como Linha 1. Nos mapas, a linha é de cor rosa e identificada pela letra A.
Na prática, devido a interconexão com a rede Keikyū em Sengakuji, a linha é cortada em duas partes, formando duas sub-linhas: (Narita -) Oshiage - Sengakuji (- Haneda) e Sengakuji - Nishi-Magome ; apenas um quarto dos trens percorrem toda a linha Asakusa.

## História
A linha Asakusa foi a primeira linha construída pelo Governo Metropolitano de Tóquio. Seu nome de projeto era linha 1 e depois ela foi renomeada linha Asakusa em referência ao bairro que ele atravessa.
O primeiro trecho de 3,2 km entre Oshiage e Asakusabashi foi inaugurado em 4 de dezembro de 1960. A linha foi em seguida estendida em várias etapas, do norte ao sul:
- Maio de 1962: de Asakusabashi a Higashi-Nihonbashi
- Setembro de 1962: de Higashi-Nihonbashi a Ningyōchō
- Fevereiro de 1963: de Ningyōchō a Higashi-Ginza
- Dezembro de 1963: de Higashi-Ginza a Shimbashi
- Outubro de 1964: de Shimbashi a Daimon
- Junho de 1968: de Daimon a Sengakuji (Implementação da interconexão com a rede Keikyū)
- Novembro de 1968: de Sengakuji a Nishi-Magome

## Interconexão
A linha é interligada a Sengakuji com a linha principal Keikyū da companhia Keikyū e a Oshiage com a linha Oshiage da companhia Keisei.

## Estações
A linha possui 20 estações, denominadas de A-01 a A-20.
| Número | Estação            | Nome japonês | Distância (km) | Correspondências | Distrito  |
| ------ | ------------------ | ------------ | -------------- | --- | --------- |
| A-01   | Nishi-Magome       | 西馬込       | 0              | | Ota       |
| A-02   | Magome             | 馬込         | 1,2            | | Ota       |
| A-03   | Nakanobu           | 中延         | 2,1            | Tōkyū : Ōimachi | Shinagawa |
| A-04   | Togoshi            | 戸越         | 3,2            | | Shinagawa |
| A-05   | Gotanda            | 五反田       | 4,2            | JR East : Yamanote Tōkyū : Ikegami                                                                                    | Shinagawa |
| A-06   | Takanawadai        | 高輪台       | 5,5            | | Minato    |
| A-07   | Sengakuji          | 泉岳寺       | 6,9            | Keikyū : Keikyū (interconexão)                                                                                        | Minato    |
| A-08   | Mita               | 三田         | 8,0            | Toei : Mita JR East : Keihin-Tōhoku (a Tamachi), Yamanote (a Tamachi)                                                 | Minato    |
| A-09   | Daimon             | 大門         | 9,5            | Toei : Oedo JR East : Keihin-Tōhoku (a Hamamatsuchō), Yamanote (a Hamamatsuchō) Monotrilho de Tóquio (a Hamamatsuchō) | Minato    |
| A-10   | Shimbashi          | 新橋         | 10,5           | Tokyo Metro : Ginza JR East : Keihin-Tōhoku, Tōkaidō, Yokosuka, Yamanote New Transit Yurikamome : Yurikamome          | Minato    |
| A-11   | Higashi-Ginza      | 東銀座       | 11,4           | Tokyo Metro : Hibiya                                                                                                  | Chuo      |
| A-12   | Takarachō          | 宝町         | 12,2           | | Chuo      |
| A-13   | Nihombashi         | 日本橋       | 13,0           | Tokyo Metro : Ginza, Tozai                                                                                            | Chuo      |
| A-14   | Ningyōchō          | 人形町       | 13,7           | Tokyo Metro : Hibiya                                                                                                  | Chuo      |
| A-15   | Higashi-Nihombashi | 東日本橋     | 14,5           | Toei : Shinjuku (a Bakuro-Yokoyama) JR East : Sōbu (a Bakurochō)                                                      | Chuo      |
| A-16   | Asakusabashi       | 浅草橋       | 15,2           | JR East : Chūō-Sōbu                                                                                                   | Taito     |
| A-17   | Kuramae            | 蔵前         | 15,9           | Toei : Oedo | Taito     |
| A-18   | Asakusa            | 浅草橋       | 16,8           | Tokyo Metro : Ginza Tōbu : Skytree                                                                                    | Taito     |
| A-19   | Honjo-Azumabashi   | 本所吾妻橋   | 17,5           | | Sumida    |
| A-20   | Oshiage            | 押上         | 18,3           | Keisei : Oshiage (interconexão) Tokyo Metro : Hanzomon                                                                | Sumida    |